# Ортопное
Ортопное — задишка (диспное), що виникає у горизонтальному лежачому положенні, через це пацієнт змушений спати в напівсидячому положенні (наприклад, з багатьма подушками) або навіть сидячи в кріслі. Найчастіше цей стан є пізнім проявом серцевої недостатності, що є наслідком перерозподілу надлишкової рідини до центрального кровообігу, викликаючи підвищення тиску в легеневих капілярах. Також цей стан спостерігають при інших хворобах, наприклад при центральному ожирінні або захворюванні легень, паралічі діафрагми (наприклад, внаслідок бічного аміотрофічного склерозу) тощо. Протилежністю ортопное є стан під назвою платипное — задишка, що погіршується в положенні сидячи чи стоячи.